# Comté de Montgomery (Indiana)
Pour les articles homonymes, voir Comté de Montgomery.
Le comté de Montgomery (anglais : Montgomery County) est un comté de l'État de l'Indiana, aux États-Unis. Il comptait 37 629 habitants en 2000. Son siège est Crawfordsville.